# Inför tomma läktare

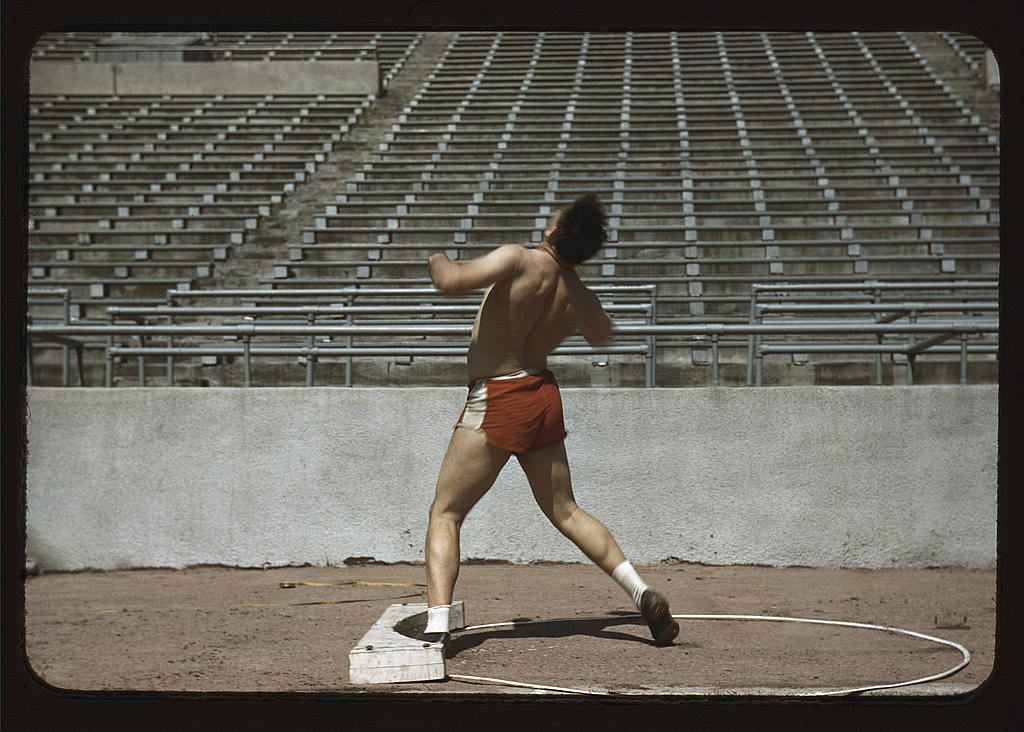
Kulstötning inför tomma läktare 1942.

Inför tomma läktare (engelska: Behind closed doors) är en sportterm för en repressiv åtgärd, oftast utdömd i bestraffande syfte av en sanktionerande organisation, som används inom ett flertal publiksporter, bland andra ishockey och MMA. Mest känt är det från fotbollens värld.

## Betydelse
Termen innebär att vid ett eller flera tillfällen kommer klubben, laget eller individen att få utöva sin sport utan publik. Förutom att det eliminerar alla potentiella risker från åskådare förlorar arrangören även alla entréintäkter och förtjänster från varu- och souvenirförsäljning. Att utöva sin sport inför tomma läktare innebär för det absolut flesta arrangörer ett signifikant ekonomiskt avbräck.

### Som straff
Spel inför tomma läktare kan utdömas som straff till klubbar när dess supportrar betett sig oacceptabelt under, inför, kring eller efter en match.

### I förebyggande syfte
Klubbar kan själva besluta om spel inför tomma läktare om de känner att de inte kan garantera säkerheten hos publiken eller inte kan svara upp till polisens krav på dem inför ett möte.

### Coronaviruspandemin

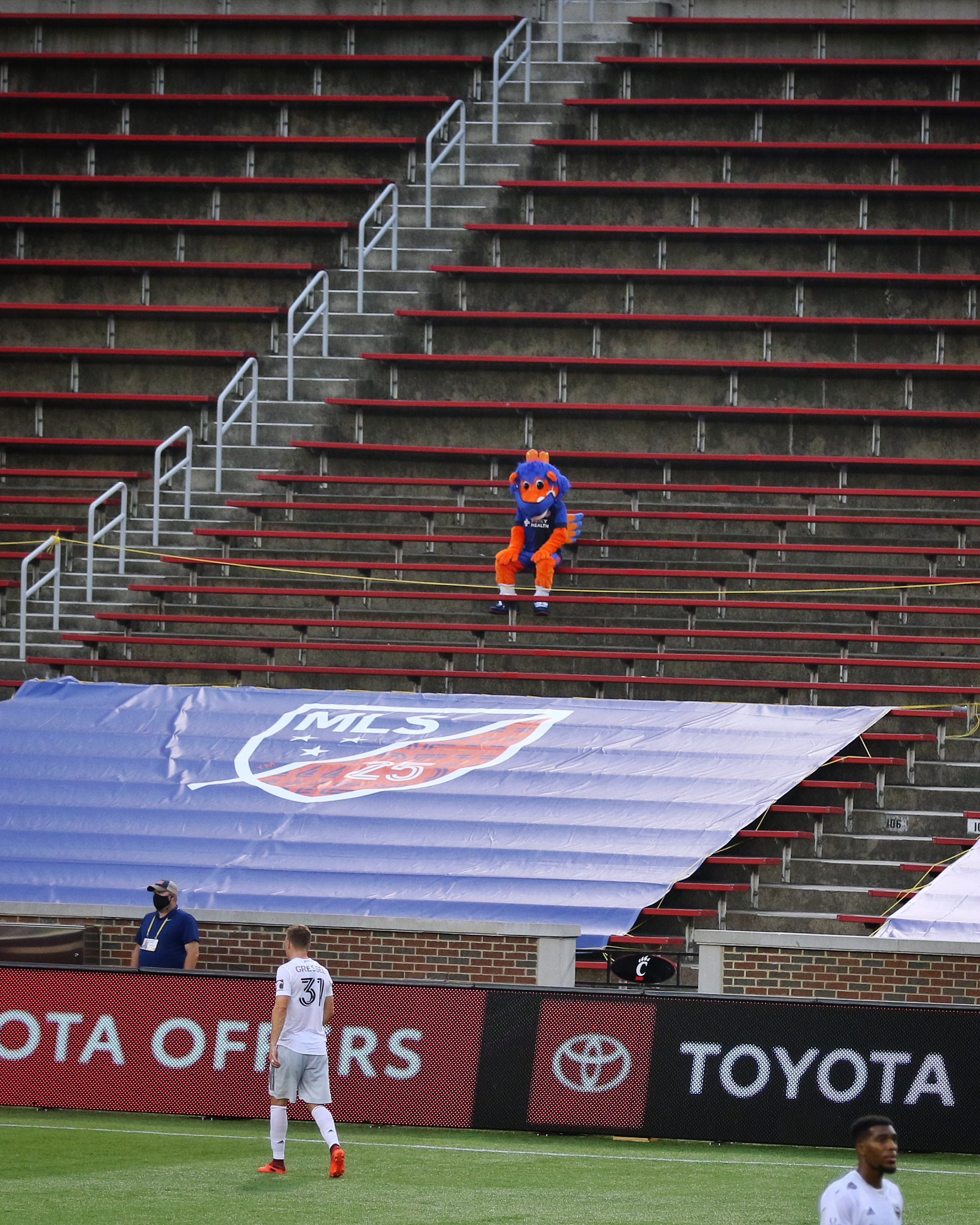
Fotbollsmatch med FC Cincinnati inför glesa läktare under pandemin.

Under Covid-19-pandemin antog i princip alla lag- och publiksporter som fortsatte spel regeln, inte som ett straff utan som en förutsättning. Oftast på grund av nationell lagstiftning kring offentliga sammankomster.
I slutet av juli och början av augusti 2021 avgjordes Olympiska sommarspelen i Tokyo i Japan utan publik på grund av pandemin.